# 에타지마시
에타지마시(일본어: 江田島市)는 일본 히로시마현에 있는 시이다. 일본 해군병학교가 있던 곳으로 유명하다. 2004년 11월 1일에 아키군 에타지마정 및 사에키군 오가키정·오키미정·노미정이 합병(신설 합병)해 에타지마시가 되었다.

## 지리
세토 내해의 히로시마만에 있는 섬을 관할한다. 주된 섬은 에타지마섬, 니시노미섬, 히가시노미섬이지만 이들 3개 섬은 서로 붙어 있다. 그 다음으로 큰 섬은 히가시노미섬의 서쪽, 니시노미섬의 남쪽에 있는 오구로카미섬이고 이 밖에도 몇 개의 작은 섬이 있다. 에타지마섬과 니시노미섬 사이의 만을 에타지마만, 니시노미섬과 히가시노미섬 사이의 만을 오하라만이라고 한다.
히가시노미섬 동쪽에 있는 구레시의 구라하시섬과는 하야세대교로 연결되어 있고 구라하시섬과 혼슈 본토 간에도 온도대교로 연결되어 있기 때문에 혼슈와는 실질적으로 붙어 있다.

## 인접하는 자치체
- 다리에 의해 직접 인접
  - 구레시
- 해상에서 인접
  - 히로시마시(미나미구)
  - 오타케시
  - 하쓰카이치시
  - 아키군 사카정
  - 야마구치현 이와쿠니시

## 역사
- 1888년 - 일본 해군병학교가 도쿄 쓰키지에서 에타지마로 옮겨져 구 일본 해군의 해군사관 양성소가 되었다.
- 2004년 11월 1일 - 아키군의 에타지마정 및 사에키군 오가키정·오키미정·노미정이 합병(신설 합병)해 에타지마시로 승격하였다.

## 교통

### 도로
- 국도 제487호선 (일본)(일본어판)

## 같이 보기
- 해군병학교 (일본)
- 구레 해군공창
- 구레 진수부